# Viktor Torshin
Viktor Torshin (n. 21 martie 1948, Berlin, Zona de ocupație sovietică – d. noiembrie 1993, Minsk, Belarus) a fost un trăgător de tir ce a reprezentat Uniunea Republicilor Sovietice Socialiste, medaliat olimpic. A participat la 2 ediții ale Jocurilor Olimpice (1972, 1976) în care a câștigat o medalie de bronz.